# Amedeo Grossi
Amedeo Grossi (San Giorgio di Mantova, 15 luglio 1915 – ...) è stato un calciatore italiano, di ruolo Difensore.

## Carriera
Quattordici stagioni con la stessa maglia, quella del Mantova, l'esordio in Serie C il 13 gennaio 1935 nella partita Mantova-Ravenna (2-1), l'ultima partita a Prato il 28 dicembre 1947 Prato-Mantova (2-1), nel mezzo dieci stagioni in Serie C, il torneo di guerra del 1944 e nel dopoguerra tre stagioni in Serie B, l'esordio tra i cadetti a Trento il 14 ottobre 1945 nella partita Trento-Mantova (0-1). Nel 1951 il prefetto di Mantova gli ha assegnato una medaglia d'oro per il suo fedele attaccamento ai colori sociali.